# Đorđe Kisić
Đorđe Kisić (Baošić, 15. ožujka 1934. – Sarajevo, 25. studenog 2005.), glazbenik, bubnjar Indexa
U Sarajevo stiže 1946. godine, gdje nastavlja školovanje. Već 1951. kao 17-godišnjak počinje i profesionalnu glazbenu karijeru, kao član ansambla Slavka Hitrija na Radio Sarajevu.
Bubnjar Indexa postaje 1963. godine, a od 1966. je i član Plesnog orkestra RTV Sarajevo. Indexe prvi put napušta 1968. godine i bubnjarsko mjesto ustupa Miroslavu Šaranoviću, a on uskoro postaje profesionalni bubnjar Plesnog orkestra.
Od 1973. je bio u redovnom radnom odnosu u Simfonijskom orkestru RTV Sarajevo.
S Indexima ponovo surađuje od 1976. godine, smjenjujući se s Pericom Stojanovićem.
U ratu ga je ranio geler (1994.) i udaljio ga s glazbene scene, no u grupu se opet vratio 1999. godine.
Đorđe Kisić je preminuo 25. studenog 2005. godine u Sarajevu.